# Sophronica pararufiniceps
Sophronica pararufiniceps là một loài bọ cánh cứng trong họ Cerambycidae.